# フルタの方程式
『フルタの方程式』（ふるたのほうていしき）は、2009年1月24日から2010年7月18日まで、テレビ朝日で月1回放送されていたスポーツ番組。元プロ野球選手・監督の古田敦也の初の冠番組。全18回。
野球を題材に、ハイレベルな技術論やプロだけが知るエピソードトークなど、超マニアックな内容であった。キャッチャーズバイブル企画は書籍化もされた。オープニングテーマの「ガストロンジャー」を始め、エレファントカシマシの楽曲が数多く使用されていた。
初回から2010年6月5日まで土曜深夜の『ドスペ2』枠で月1回放送された後、7月18日に日曜午後の『サンデープレゼント』枠で放送された「オールスターの方程式」編を最後に番組は終了した。
2021年5月から古田敦也の公式YouTubeチャンネルとして復活。

## 放送時間
- 土曜 24:30 - 25:25（「ドスペ2」枠）

月1回の放送。特別番組などの編成により、放送時間が変更になる場合あり。

## 出演者
パーソナリティ
- 古田敦也（元東京ヤクルトスワローズ捕手・兼任監督）

アシスタント
- 清水俊輔（テレビ朝日アナウンサー）

ナレーション
- 三村ロンド
- 阪井あかね

## 放送内容
※ゲストの肩書きは当時。

### 2009年
1月号
- 放送日：2009年1月24日
- ゲスト：星野仙一（北京オリンピック野球日本代表監督、阪神タイガースオーナー付シニアディレクター）
古田と星野による対談。これまで語らなかった北京五輪での真実を直撃した。また、女性初のプロ野球選手吉田えり投手との対決も行った。

2月号
- 放送日：2009年2月21日
- ゲスト
中居正広
渡辺俊介（千葉ロッテマリーンズ、WBC1次候補）
矢野燿大（阪神タイガース、北京五輪日本代表）
里崎智也（ロッテ、第1回WBCベストナイン）
三宅博（北京五輪日本代表スコアラー）
高津臣吾（元東京ヤクルトスワローズ→シカゴ・ホワイトソックス→ニューヨーク・メッツ→ヤクルト→ネクセン・ヒーローズ）
室井昌也（韓国野球ジャーナリスト）

現役時代のキャッチング技術を独立リーグプロ選手、TIMやトータルテンボスに指導する『キャッチャーズバイブル』企画。さらに、翌月のWBC開催を見据え、現役選手や事情通を招き戦略会議を開いた。
3月号
- 放送日：2009年3月14日
- ゲスト
TIM
運命の韓国戦を徹底検証 - TIM、磯山さやか、広澤克実（元ヤクルト→読売ジャイアンツ→阪神）
- 古田敦也のキャッチャーズ・バイブル 上級編 - TIM、トータルテンボス、ギャオス内藤（元ヤクルト→ロッテ→中日ドラゴンズ。ラジオ日本野球解説者）、平光清（元セントラル・リーグ審判員） 
2月号で放送されたキャッチャーズバイブルの上級編。さらにWBC東京ラウンド、日本対韓国を野球好き芸能人たちを交え検証するコーナー、そしてアメリカラウンドへ向けたWBCクイズ大会を行った。

4月号
- 放送日：2009年4月18日
- ゲスト：蛍原徹（雨上がり決死隊）、スピードワゴン、カンニング竹山、新山千春、大島麻衣（AKB48、当時）、広澤克実

5月号
- 放送日：2009年5月16日
- バッターズバイブル
ゲスト：広澤克実、片岡安祐美（茨城ゴールデンゴールズ）、庄司智春（品川庄司）、堤下敦（インパルス）、TIM
- 中継を考えよう!〜ホントは知らない野球用語の基礎知識〜
ゲスト：長嶋一茂、ビビる大木、大塚光二（元西武、文化放送野球解説者）、三浦大輔（横浜）
- 東京五輪への道 YES!JAPAN

6月号
- 放送日：2009年6月13日
- 対談企画「野村克也×古田敦也」
野村克也（東北楽天ゴールデンイーグルス監督、元南海（1970年 - 1977年監督兼任）・ロッテ・西武→ヤクルト・阪神監督）と古田の師弟対談。
- 周防正行監督が緊急参戦!!野球ニュースを作ってみよう
古田と周防監督が独自の観点からスポーツニュース作りに挑戦した。

7月号
- 放送日：2009年7月25日
- 「野村克也×古田敦也」対談完結編
- バッターズバイブルPart2

8月号
- 放送日：2009年8月15日
- キャッチャーズバイブルReturn
- Back Softball 2016スペシャル

9月号
- 放送日：2009年9月18日
- 激マニアック キャッチャーズバイブルReturn・後編
- なぜ輝きは已まないのか「ベテランバイブル」 - 工藤公康（横浜、当時）、木田優夫（ヤクルト、当時）

10月号
- 放送日：2009年10月17日
- ザ・伝説の野球人大全集 - ゲスト：広澤克実、長嶋一茂、ギャオス内藤
- キャッチャーズバイブル - ギャオス内藤、広澤克実、TIM、トータルテンボス、ほか
- ベテランバイブルPartII（工藤公康・木田優夫）

11月号
- 放送日：2009年11月7日
- 盗塁の方程式「バッテリーvsランナーの知られざる攻防の裏側」
  - ゲスト
小宮山悟（元ロッテ→横浜→メッツ→ロッテ）
福地寿樹（ヤクルト、2009年セ・リーグ盗塁王）
片岡易之（西武、2009年パ・リーグ盗塁王）
- ザ・伝説の野球人大全集PartII - ゲスト：広澤克実、長嶋一茂、ギャオス内藤

12月号
- 放送日:2009年12月5日
- 魔球バイブル
  - ゲスト
バッター代表：広澤克実
フォーク代表：野田浩司（元阪神→オリックス）
シンカー代表：高津臣吾
シュート代表：川崎憲次郎（元ヤクルト→中日）
カーブ代表：今中慎二（元中日）
- 盗塁の方程式PartII（11月号の続編）

### 2010年
1月号
- 放送日:2010年1月23日
- 魔球バイブルII「〜魔球〜レベル高きプロの世界で魔球の称号を手に入れた男たちの奥義を紐解く!」（2009年12月号の続編）
- ザ・伝説の野球人大全集 PartIII（2009年12月号の続編）

2月号
- 放送日:2010年2月27日
- 現役プロ野球選手に聞く!野球人のワザ大全集

3月号
- 放送日:2010年3月13日
- 現役プロ野球選手に聞く!超一流バイブル
- ザ・伝説の野球人大全集 豪華版（ゲスト：広澤克実、小宮山悟、長嶋一茂、ギャオス内藤、立浪和義）

4月号
- 放送日:2010年4月10日
- ファインプレー審議委員会（略称『ファイ審』）
メンバー：福本豊（元阪急）、立浪和義（元中日）、黒木知宏（元ロッテ）、亀山努（元阪神）、笘篠賢治（元ヤクルト→広島）
  - ABC（福本）とMBS（亀山）の解説者が同一番組で共演するのは異例である。なお、福本のみ「ABC解説者」の肩書きが出ていた。このコーナーは「速報!スポーツLIVE」でも放送された。
- ザ・伝説の野球人大全集 豪華版（3月号の続編）
- 現役プロ野球選手に聞く!超一流バイブル
  - ヒット量産の「コツ」 - 中島裕之（埼玉西武ライオンズ）
  - 速い球を投げる「コツ」 - 馬原孝浩（福岡ソフトバンクホークス）

6月号
- 放送日:2010年6月5日[1]
- ファインプレー審議委員会（4月号の続編）
- ザ・伝説の野球人大全集 豪華版（4月号の続編）

7月増刊「オールスターの方程式」
- 放送日:2010年7月18日 14:00-15:25（サンデープレゼント枠）にて放送（一部地域は16:00-17:25に放送された。）
- 放送枠がこれまでの深夜枠から、日曜午後に移動。番組初の増刊となったこの回は「フルタさんに学ぼう!オールスターの方程式」と題して、7月23日、24日に開催のオールスターゲームを楽しむ方法を紹介。[2]
- オールスター名場面クイズ（司会：ビビる大木、ゲスト：石田純一、SHEILA、やくみつる、ココリコ遠藤、TIM、ますだおかだ）
- 伝説の野球人大全集オールスター編（ゲスト野球人：板東英二、長嶋一茂、立浪和義、ゲスト芸人：TIM、スピードワゴン小沢）
- 野球を盛り上げるVTRを作ろう！（ゲスト：映画評論家・おすぎ、クリエイティブディレクター・箭内道彦）
- なお、この回をもって番組事実上の最終回となった。

1. ↑  当初5月29日に「5月号」として放送予定だったが「W杯へ!!日本代表『勝利の方程式』」に変更となり、放送日を1週延期し「6月号」として放送された。
2. ↑  この年のオールスターゲームの中継を2試合ともテレビ朝日系列が担当することに起因する。

## エピソード
- ザ・伝説の野球人大全集コーナーは、BGMが全編に渡りエレファントカシマシの楽曲のみで構成されている。
- 一流プロ野球選手の理論の中には他のプロ野球選手にも理解できないような感覚の部分がある。そういったものを表現する「感覚の天才」という番組独自の言葉がある。命名者は広澤克実。
- 月刊誌「ゴング格闘技」2010年4月号に、番組スタッフにマニアックな番組作りの秘訣を訊ねる特集が組まれた。

## スタッフ
- 企画：古田敦也、伊藤滋之
- 構成：そーたに、岩本哲也、小山賢太郎
- リサーチ：伊藤匡
- TD：横関正人
- 照明：小倉康裕
- 美術デザイン：高見和彦
- 美術進行：渡辺哲
- モニター：大脇豊
- スタイリスト：中原正登
- ENG：千葉明律、杉山紀行
- VE：平野裕城
- ロケ照明：弓削和幸
- EED：笹川紘一
- テロップ：高根沢征二
- 音効：北澤亨
- MA：首藤英一郎
- 編成：榊原誠志、松尾尚宜
- 宣伝：吉原智美
- AP：田中理恵
- AD：榊耕平、木崎伸吾、松堂早苗
- ディレクター：絹山シル、栗田貴、岡崎一郎、古賀佐久子、藤澤伊織
- プロデューサー：加藤暁史
- 技術協力：池田屋、CROW STUDIO、フナヤ278、TSP、テイクシステムズ、TeleTECH、ジーワン
- 協力：NPB
- 制作著作：テレビ朝日

## 書籍
いずれも朝日新聞出版より、古田の著として刊行されている。解説DVD（古田の実技と、清水によるナレーション入り）が付録に付いている
- 「フルタの方程式」 - ISBN 978-4022506313
- 「フルタの方程式 バッターズ・バイブル」 - ISBN 978-4022507389 ※2010年10月20日発売